# Национален стадион „Васил Левски“
Националният стадион „Васил Левски“ е най-голямото спортно съоръжение с трибуни в експлоатация в България. Стадионът има 38 230 седящи зрителски места. Намира се в центъра на София.
Официално е открит през 1953 г., а основно реконструиран през 1966 г. и 2002 г.

## История
През 1924 г. Софийската община отпуска мястото за игрище „Левски“, където сега се намира Националния стадион, върху празна незастроена площ, ползвана дотогава за общинско сметище в покрайнините на София отдясно на река Перловска в близост Орлов мост.
Арх. Зафир Абрашев проектира и изпълнява проекта с твърд сгуриен терен, лекоатлетическа писта и трибуни за около 10 000 зрители. На игрище „Левски“ са играли ФК Левски. Югозападно от него се е намирал стадион Юнак (който се е използвал като национален стадион). След разрушаването на двата стадиона в края на 1940-те години на същото място започва построяването на многофункционален комплекс по проект, предложен от арх. Теньо Дундаков. Стадионът е завършен през 1953 г. и има 45 000 седящи места. В този си вид стадионът остава до 1998 г. когато започва реконструкция, за да може съоръжението да отговаря на изискванията на УЕФА. През 1997 г. е решено да се положат седалки и да се направят козметични подобрения. През 1998 започва самата реконструкция. Работата обаче не върви по план, заради липсата на средства и план за извършване на реконструкцията. След разкритие на нередности през 2000 г. работата е спряна и е създадена работна група. През 2001 работата отново започва и стадионът е завършен през октомври 2002 г. преди срещата България – Хърватия, с която е открит отново. След завършване на реконструкцията и спазване на разпоредбите на УЕФА капацитетът е намален почти наполовина до 43 230 седящи места.
Националният стадион „Васил Левски“ е лицензиран през 2002 г. от УЕФА и притежава четиризвездна категория по стандартите на УЕФА и ФИФА за капацитет на стадион от такъв ранг.

## Използване

### Спорт
На Националния стадион се провеждат футболни двубои на националния отбор до 2021 г., двубои от Първа лига и финалите на турнира за Купата на България. След неговото построяване се взима решение стадиона да бъде домакин и на срещите между всички отбори от столицата. Така до 1999 година на него се провеждат всички тези мачове между Левски София, ЦСКА София, Локомотив София, Славия София, Спартак (София) и ПФК Академик (София). Днес това се отнася само и единствено за Вечното дерби между Левски София и ЦСКА София. До 1963 година, когато е открит стадион „Левски“ (сега „Георги Аспарухов“), националният стадион служи и за перманентен дом на Левски София, който играе минимум половината си домакински срещи на сезон на него. През различните години стадионът е служил за постоянен дом на Левски София от 1991 до 1999 година, заради замразен ремонт на стадион „Георги Аспарухов“. На стадиона са домакинствали отборите на Локомотив София през сезоните 2010/2011 и 2011/2012 г. и ЦСКА София през есенния сезон на 2010 г. поради липса на лицензи за провеждане на двубои от А ПФГ на клубните им стадиони. 
През 2022 г. членът на Изпълкома на БФС Йордан Лечков заявява, че „Националният стадион вече не покрива стандартите на УЕФА, защото не отговаря на новите изисквания. Правени са достатъчно компромиси благодарение на добрите наши контакти в европейските комисии и УЕФА.“ Мачовете на националния отбор са преместени на другия стадион IV категория в България „Хювефарма Арена“ в Разград.
На Националния стадион също така се провеждат републикански и международни първенства по лека атлетика.
Националният стадион „Васил Левски“ разполага със звукова уредба с мощност 16 000 W, 14 спортни зали за джудо, художествена гимнастика, баскетбол, бокс, аеробика, фехтовка, тенис на маса и обща физическа подготовка.

### Култура
На територията на стадиона има две конферентни зали – зала „Родина“ и „Прес-клуб България“, както и три ресторанта.
В стадиона се помещава Музей на историята на физическата култура и спорта. Музеят е част от Стоте национални туристически обекта на Българския туристически съюз.
Националният стадион „Васил Левски“ е подходящ за организиране на концерти на световноизвестни звезди, при условие, че се спазват всички норми за безопасност при монтажа на съоръженията и конструкциите.
Лепа Брена идва в България през 1990 г. за голямото си турне, когато на 24 юли тя се появява на препълнения стадион „Васил Левски“ с хеликоптера на Тодор Живков. Организатор на концерта е Дирекция „Музика“ – Кюстендил. Продадени са 110 000 билети (с тогавашна единична цена 20 марки), зрители са изпълнили и тунелите на входовете. Този концерт и до днес е най-посещаваното музикално събитие в България.
Пред препълнени трибуни гостуват звезди като „Скорпиънс“, „Бони Ем“, Пол Йънг, „Технотроник“, Сандра, „Металика“, Мадона, „Рамщайн“ и „Ей Си/Ди Си“. На Националния стадион „Васил Левски“ е поставен рекордът за посещаемост на открит концерт в страната на български изпълнител – групата Ку-Ку бенд на Слави Трифонов на 25 септември 2015 година пред 70 000 души публика. Всички билети за места по трибуните и терена са разпродадени в деня на пускането им 25 юни за 8 часа. Въпреки силния дъжд по време на концерта стадионът остава пълен до края на последната песен.
На 18 май 2025 г. на стадиона се провежда големият финал на сезон 13 на „Като две капки вода“.

## Контакти
София 1000, бул. „Евлоги и Христо Георгиеви“ № 38; Тел: (02) 930 06 66; Факс: (02) 802 524